# Stephanie McMahon
Stephanie Marie McMahon-Levesque (født 24. september 1976), bedre kendt under sit pigenavn Stephanie McMahon, er vicepræsident for Talent and Creative Writing i World Wrestling Entertainment (WWE) og lejlighedsvis wrestler. Hun er datter af Vince McMahon, formand og administrerende direktør i WWE, og Linda McMahon, der er republikansk kandidat i 2010 til Senatet. Hun er desuden også søster til Shane McMahon og gift med wrestleren Triple H (Paul Levesque).
Stephanie McMahon begyndte i WWE i 1999. Hun blev sat sammen med Triple H, og de blev gift på tv. Senere blev de også gift i virkeligheden. Hun havde vundet WWF Women's Championship i sin tid i organisationen. I 2002 blev hun administrerende direktør på tv-programmet SmackDown, og hun har siden 2008 fungeret som administrerende direktør på tv-programmet RAW.